# داتورة
الداتورة أو البُقُّم أو البُّقَّم أو البنج أو بنج طاطورة أو الفدة هي جنس من النباتات التي تزهر خلال الليل. يتبع الفصيلة الباذنجانية ويضم ثلاثة عشر نوعا مقبولا.
كان جنس الداتورة يضم الكولونيا قبل أن تفصل كجنس مستقل.

## من أنواعها
- داتورة صفراوية (باللاتينية: Datura stramonium)
- داتورة ماثلة (باللاتينية: Datura metel)
- داتورة لاشوكية (باللاتينية: Datura inoxia)
- داتورة طويلة الأشواك (باللاتينية: Datura ferox)
- داتورة بلوطية الأوراق (باللاتينية: Datura quercifolia)
- داتورة مبقعة (باللاتينية: Datura discolor)